# Myszków (gmina)
Myszków – dawna gmina wiejska, istniejąca w latach 1924–1949 w woj. kieleckim i śląskim. Siedzibą władz gminy była wieś Myszków.
Gminę Myszków utworzono 1 stycznia 1924 roku w powiecie będzińskim, w woj. kieleckim, z części obszaru gmin Pińczyce (wieś Mijaczów), Włodowice (wieś Pohulanka) i Żarki (wsie Myszków Stary i Myszków Nowy).
1 stycznia 1927 roku gmina weszła w skład nowo utworzonego powiatu zawierciańskiego w tymże województwie.
1 października 1927 do gminy Myszków przyłączono wieś Ciszówkę z gminy Żarki w tymże powiecie.
4 listopada 1933 gminę Myszków podzielono na pięć gromad:
- gromada Ciszówka – wieś Ciszówka i osiedle Gruchla;
- gromada Mijaczów – wieś Mijaczów, pustkowie Mijaczów, pustkowie pod wsią Ciszówka-Mijaczów i osiedle Michałów;
- gromada Myszków Nowy – wieś Myszków Nowy;
- gromada Myszków Stary – wieś Myszków Stary i osiedle Helenówka;
- gromada Pohulanka – wieś Pohulanka.

Po wojnie gmina przez bardzo krótki czas zachowała przynależność administracyjną, lecz już 18 sierpnia 1945 roku została przyłączona do woj. śląskiegowraz z całym powiatem zawierciańskim.
Według stanu z 1 kwietnia 1949 gmina podzielona była na pięć gromad: Ciszówka, Mijaczów, Myszków Nowy, Myszków Stary i Pohulanka.
Jako gmina wiejska jednostka przestała istnieć z dniem 1 stycznia 1950 roku, wraz z nadaniem Myszkowowi praw miejskich i przekształceniem jednostki w gminę miejską.